# Tinto-Kerieh
Tinto-Kerieh est une localité du Cameroun située dans la Région du Sud-Ouest et le département de Manyu. Elle est rattachée administrativement à l'arrondissement de Upper Bayang (Tinto Council) et au canton de Tinto.

## Population
Lors du recensement de 2005, on y a dénombré 53 personnes.